# Алкей

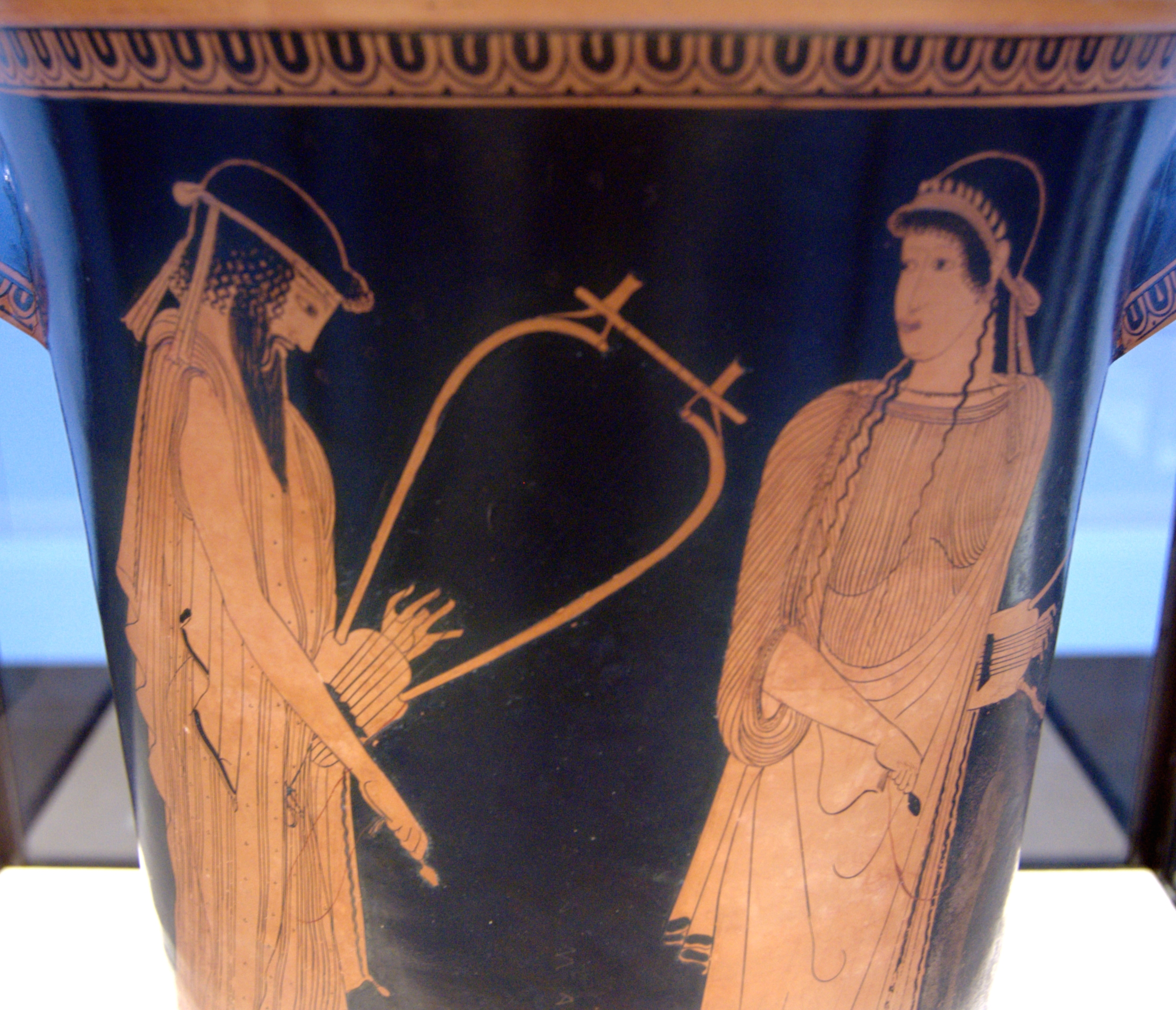
Аттичний червонофігурний калаф. Алкей і Сапфо, Вазописець Брига. Близько 470 до н. е. Державне античне зібрання, Мюнхен

Алкей (грец. Αλκαίος, кінець VII — початок VI ст. до н. е.) — давньогрецький ліричний поет, представник монодичної лірики.

## Основні відомості про життя
Народився і жив на острові Лесбос в його головному місті Мітилена. Сучасник Сапфо, найвидатніший поруч з нею еолійський поет.
Рідне місто Алкея Мітилена пройшло характерний для тих часів шлях боротьби демосу з аристократією. Боротьба з тиранією на боці аристократії закінчилася для Алкея вигнанням, під час якого він став воїном-найманцем, брав участь у боях у Фракії та Єгипті. Після амністії поет повернувся і навіть замирився і потоваришував із вождем мітиленського демосу, мудрим тираном Піттаком, з яким до того довгий час боровся.
До нашого часу дійшло кілька віршів Алкея часів громадянської війни, у яких поет закликав до повстання і боротьби з демосом і Піттаком (т. зв. «Пісні заколоту»).
Ще раніше нестриманість і завзятість Алкея виявилися у боротьбі з ненависним тираном Мірсилом, і коли той несподівано помер, бурхливі почуття радості поета вилилися в знаменитих поетичних рядках:
Пити, почнемо пить! І сп'яніймо всі,
Хоч і не хочеш, пий! Бо вже здох Мірсил!
(Пер. Н. Пащенко)
У ряді віршів Алкей намагається дискредитувати Піттака, називаючи його «ворогом міста», «виродком вітчизни». У «Посланні Піттаку» поет дорікає йому за те, що той не повернув його з вигнання і повисилав багатьох корисних місту людей. Проте в цих політичних віршах Алкея не можна знайти такої злісної ненависті до демосу та його вождів, як у Феогніда, у нього скоріше відчувається скорбота людини, яка бачить несправедливість і страждає, не маючи змоги чимось зарадити.
У кількох фрагментах віршів Алкея з'являється образ корабля, що потрапив у бурю. Один із них вражає своєю поетичністю та глибиною змісту і сприймається як алегорія, хоча поет її так і не розкриває. В описі драматичної епопеї корабля-держави, що от-от має загинути від страшних хвиль-потрясінь і що його намагаються врятувати відважні моряки, відчувається пристрасність почуттів поета. Реалістично і дуже стисло відтворює Алкей відчайдушну боротьбу корабля за своє існування:
Не розумію звади поміж вітрів,
Шаліють хвилі, линуть сюди й туди…
А ми в розбурхану негоду
В чорнім судні серед хвиль кружляєм,
Жорстоко гнані нападом бурі злим.
Сягають хвилі аж до підніжжя щогл,
Вітрило наше розірвалось,
Тільки лахміття по вітру має.
Але найвище посеред хвиль лихих
Іще грізніший вал підіймається,
Біду віщує нездоланну,
Перш ніж боги пристань пошлють нам…
(Пер. Г. Кочура)
Порівняння корабля з державою виявилося надзвичайно вдалим, особливо в періоди потрясінь. Цей образ перейшов у римську та новітню літературу. Вірш закінчується сумними думками поета про неминучість катастрофи, він висловлює бажання «забути все» і побоювання щодо власної долі.
Найчастіше Алкей постає у своїх творах пристрасним і бунтівливим борцем, котрому не завжди щастить. Зазнавав він поразок і на полі бою. Як і Архілоху, йому довелося рятуватися втечею і кинути свій щит. У зверненні до друга він пише:
Моїм повідай, що Алкей живий!
Та обладунок зник. Вояк аттичний
Повісив, сміючись, мій щит жаданий
У храмі совоокої богині.
(Пер. Н. Пащенко)
Ще до Алкея лесбоські поети, використовуючи місцеві народні пісні, ввели в монодичний мелос низку нових поетичних прийомів і розмірів. Алкей продовжив цю традицію і залишив т. зв. «алкеєву строфу» — чотиривірш із складною ритмікою, що пізніше зажив чималої слави.
Алкеєм був також написаний ряд чудових гімнів, присвячених Ероту, Гермесу, Афіні, Гефесту й Аполлону. До нас дійшли невеличкі їхні уривки, гімн до Аполлона докладно відомий з прозового переказу. Навіть у ньому вражає тонке й проникливе відчуття поетом природи.
Пізніші покоління цінували Алкея як одного з найвидатніших ліриків Еллади.

### Найцікавіші уривки із віршів:
Міддю сяє великий дім; є для служби Аресові
У ньому все: І шоломи блискучі є, і, біліючи, китиці
Висять на них, Щоб прикрасити голови вояків; і на стінах там
Кольчуги скрізь — Захист певний від стріл прудких; на цвяхах шишаки міцні
Блищать кругом;
Тут і панцири є лляні, там опуклі та вигнуті
Щити лежать;
Ось халкідські мечі й списи, пояси бойові також
Знайдуться тут.
Все зготовлене, все тут є. Пам'ятаймо ж про діло те, Що ми почнем. — переклад Г. Кочура
Не розумію звади поміж вітрів.
Шаліють хвилі, линуть сюди й туди…
А ми в розбурхану негоду
В чорнім судні серед хвиль кружляєм, Жорстоко гнані нападом бурі злим.
Сягають хвилі аж до підніжжя щогл, Вітрило наше розірвалось, Тільки лахміття по вітру має.
Але найвище посеред хвиль лихих
Іще грізніший вал підіймається, Біду віщує нездоланну, Перше ніж пристань боги пошлють нам… — переклад Г. Кочура
Ані башти грізні, ані камінний мур
Порятунку не можуть дать: Найміцніша стіна — нарід озброєний. — переклад Г. Кочура
Біль гіркий колись переніс, говорять, Цар Пріам з дітьми через твій, Єлено, Злочин, як спалив Іліон священний
Зевс-громовержець.
Не з такою в колі богів весілля
Еакід справляв, а з палат Нерея
В дім Кентавра він заманив любов'ю
Дівчину ніжну.
Так колись Пелей на дівочім стані
Пояс розв'язав і жаданим шлюбом
Поєднались він і дочка найкраща
Бога Нерея.
Рік минув — родився півбог безстрашний, Син білявий в них, жеребців погонич, А з вини Єлени в боях фригійці
Кров'ю стікали. — переклад А. Содомори
І день, і ніч веселощів повен дім: Під п'яний крик наповнює він собі
Вином незмішаним бокали;
Що там закони! Він п'є-гуляє.
Такі розваги дикі любив і цей, Як лиш добився почестей — ось тоді
Безжурно пив вино гуляка.
Тільки бокал стукотів об днище.
І ти, такої матері син, зумів
Здобути славу добру і почесті, Які повинні мати люди
З чесним ім'ям благородних предків. — переклад А. Содомори
З краю світу прийшов
На батьківщину ти.
Меч з собою приніс, Вірний в бою тобі.
Рукоятка його
З кості слонової
У каймі золотій.
Ним вавилонянам
Ти безстрашно служив — Виручив їх з біди.
Перемігши в бою
Велетня,- ростом він
Ліктів п'ять досягав.-А.Содомори
Землі ділянку добру на видноті
Лесбійці спільно виділили для всіх.
На ній жертовники на славу
Там спорудили богам безсмертним.
І Зевса-батька кликали, і тебе, Богине Геро, матір прославлену
Всього живого, третім з ними
Кликали у молитвах Діоніса.
То ж нині вчуйте ви і мої слова, Якими вас благаю — звільніть мене
Від мук нестерпного вигнання, Край покладіть ви моїм нещастям.
А сина Гірри нині настигне хай
Рука Еріній мстивих: колись із ним
Ми кров'ю жертви поклялися
В дружбі і вірності непорушній
Або у чорну землю лягти усім
У битві з тими, хто управляв тоді, Або самих їх перебивши, Врешті народ від страждань звільнити.
Та він, пузатий, совість утративши, Глухий душею, клятви священні ті
Під ноги кинувши нахабно, Місто і нас, мов хижак, шматує. — переклад А. Содомори
До Сапфо
Сказати дещо хочу тобі одній, Але, як тільки глянеш на мене ти, 
— Уста мої змикає сором, Перед тобою стою безмовний. — переклад А. Содомори
Відповідь Сапфо
Коли б твій намір чистий і добрий був, Тоді б і слово легко злетіло з уст,
І вниз очей не опускав би, Сміло сказав би, чого бажаєш. — переклад А. Содомори

## Творчість
Алкей писав гімни, стасії (військові пісні), застільні і любовні пісні. Від його багатої і яскравої творчості, яку вчені олександрійці зібрали і видали в 10 книгах, до нас дійшли тільки уривки. Останні знахідки Оксірінхських папірусів значно збільшили їх кількість. Значну частину творів Алкея складали гімни на честь богів: Афіни, Аполлона, Гермеса, Ареса, Ероса та ін., а також на честь напівбогів і героїв: Діоскурів, Ахілла, Аякса. Прозаїчний виклад Гімерієм алкеєвого гімну Аполлону дозволяє припускати, що поет не менш прагнув до висловлення релігійних почуттів, ніж до барвистості міфологічного оповідання, а кульмінацією твору було явище бога на святі літнього сонцестояння в Дельфах, коли сама природа вітала його появу. Інший гімн складний одночасно на честь трьох богів: Гери, Зевса і Діоніса. Ці пісні містили коротке перерахування атрибутів богів, їхніх славних діяннь і подій їхнього життя, а також прохання про прихильність, частіше за все — про допомогу в боротьбі з ворогом або про повернення на батьківщину. Ще тісніше зв'язані з політичною діяльністю Алкея стасії, що становлять основну частину спадщини поета. Це були пісні, призначені для виконання в колі товаришів по зброї, найчастіше під час бенкету, що виражають у прямій і безпосередній формі почуття і погляди певної суспільної групи. У них Алкей насміхався над тиранами, особливо над «зрадником» Піттаком, виражав біль і розпач, викликані тим, що владу захопили самозванці, закликав боротися з ними. Знайдені останнім часом папірусні фрагменти підтверджують образ стійкого прихильника своєї партії, для творчості якого часом характерна жовчність і злісні нападки, спрямовані насамперед проти помірного Піттака. Однак необ'єктивність не позначається на силі і красі віршів Алкея.
В одній з пісень подає неймовірно живу і пластичну замальовку свого дому, шо нагадує арсенал, так багато там блискучої зброї та обладунків. Цей опис Алкей закінчує закликом до збройного повстання. Найзнаменитіша пісня, від якої зберігся тільки початок, де описується корабель, якого носить буря морем, заливає хвилями і наближається катастрофа. Цей образ, пізніше витлумачений як алегорія держави, що роздирається внутрішніми конфліктами, мав для Алкея трохи інше значення. Він мав на увазі не стільки державу в пізнішому значенні цього слова, скільки долю своєї суспільної групи і небезпеки, що загрожують їй у боротьбі за владу.
Алегорії ми знаходимо також і в інших його фрагментах. У пісні з нагоди повернення брата з вавилонського вигнання Алкей прославляв військові звитяги, особливо перемогу над воїном-велетнем. Близькі до військових пісень і застільні. Для цього жанру характерний початок пісні, де приводом до гулянки є радість при звістці про вбивство тирана. Застільні твори Алкея відрізняють ті ж нестримані інтонації. Він не визнає неквапливого, помірного вживання вина, йому близька тільки буйна гулянка. Будь-який привід гарний, щоб почати пити: зимова негода, літня спека, опис якої він запозичив у Гесіода, важлива подія, радість і сум, від якого вино — найкращі ліки. Менше збереглося фрагментів з еротичних творів; ця частина спадщини Алкея найкраще відома з творів Теокріта. Серед нечисленних фрагментів привертає увагу уривок серенади біля двері коханої, а також скарга дівчини, ураженою любов'ю. Можливо, до любовної пісні належало оповідання про владу любові над Єленою, який це почуття звеліло кинути чоловіка, бігти з Парісом і стати причиною кривавої війни.
Значне місце в ліриці Алкея належить темі кохання. В одному чотиривірші поет з гумором звертається до Ерота, називаючи цього юного бога «найстрашнішим з усіх бесмертних». Як правило, до почуття кохання Алкей ставиться досить серйозно і цнотливо. Це засвідчує, зокрема, його звернення до своєї уславленої співвітчизниці Сапфо, яку поет, мабуть, ніжно кохав:
Сказати дещо хочу тобі одній,
Але як тільки глянеш на мене ти,-
Уста мої замикає сором
Перед тобою стою безмовний: Рядок з абзацу
(Переклад А. Содомори)

## Мова
Алкей писав еолійським діалектом. Мова його була простою, з незначною кількістю прикрас, проте влучною і соковитою. Він використовував афоризми і народні приказки: «По пазурах впізнають Лева», «Істина в вині»; народне походження мають також уживані ним віршовані розміри, серед яких алкеєва строфа, названа так, оскільки поет часто її застосовував. Ця строфа в Горація була одним з улюблених розмірів.

## Шлях творів
Історія Алкея є частковою історією тих учених, які врятували його роботу від забуття. Його вірші не дійшли до нас через рукописну традицію — покоління переписувачів, які копіювали збірки творів автора (наприклад, поставляється без змін в сучасну епоху чотири Цілі книги з оди Піндара), а випадково. Твори були передані у цитатах древніх учених і коментаторів, чиї власні твори випадково вижили рваними залишками папірусів і були знайдену в купі на Осиринхі і в інших місцях в Єгипті. Це були ті фрагменти творів, що сучасні вчені вивчають і компонують, додаючи потроху в світ давні поетичні фрагменти.
Стародавні вчені цитують Алкея для підтвердження різних аргументів. Наприклад Геракліт «алегорист» процитував фрагменти з творів Алкея, де описується кораблі в штормі, у своєму дослідженні Гомерських алегорії . Гімн Гермесу, був цитован Гефестіоном (граматик). Він разом з Лібановом (риторик), цитує перші два рядки фрагменту, які святкують повернення з Вавилону брата Алкея ' . Решта цього фрагменту було перефразовано в прозі істориком / географом Страбоном . Багато фрагментів було поставлено в цитатах Афінея, в основному на тему пиття вина .
Перша « сучасна» публікація віршів Алкея ' з'явилася в грецькій і латинській редакції фрагментів, зібраних з канону дев'яти ліриків Майкла Неандера, опубліковані в Базелі в 1556 році. За цим було опубліковано у виданні дев'яти поетів, зібраних Хенрікусом Стефанусом в Парижі в 1560 році. Фульвії Урсінус склав більш повну колекцію фрагментів, у тому числі коментарі, які були опубліковані в Антверпені в 1568 році. Перший окреме видання Алкея було Крістіана Девіда Яна і ула опублікована в Галле в 1780 році. Наступного окреме видання було в Лейпцигу 1827 .
Деякі з фрагментів цитованими древніми вченими були інтегровані вченими в дев'ятнадцятому столітті. Наприклад, два окремих фрагмента Афінея були об'єднані Теодором Bergk і сформували 362 фрагмент. Три окремих джерел були об'єднані в 350 фрагменту, як згадувалося вище, в тому числі в прозі парафраз з Страбона, які спочатку були відновлені у первісній його формат. Синтез був досягнений об'єднаними зусиллями Отто Гофмана, Карл Отфрид Мюллер і Франц Генріх Лудольф Аренс . Відкриття папірусів Осиринха до кінця дев'ятнадцятого століття різко підвищила сферу наукових досліджень

## Спадок
Алкей користувався великою повагою в стародавньому світі, і навколо його особистості швидко множилися легенди. Найвідоміша з них оповідає про любов Алкея до Сапфо, якій він теж присвячував вірші. Ним цікавилися аттичні трагіки і комедіографи V ст. до н. е., а також автори схолій. В олександрійську епоху Алкей був включений у число 9 ліриків. Його пісні були зібрані, оброблені і видані. Його брали за зразок видатні поети цього періоду: Асклепіад і Теокріт. У Римі ним захоплювався Ціцерон, а Горацій перейняв і алкеїв вірш і багато мотивів і задумів Алкея. В очах Горація Алкей — повний наснаги громадянин, що оспівував «лиха вигнання і війни… і битви, і вигнання тиранів». У I століття Діонісій Галікарнаський славив Алкея за піднесеність, стислість, красу і поетичну силу. Однак найвищого розвитку досягла алегорія корабля-держави, що через Теогніда, Горація і багатьох інших поетів стала загальним надбанням. Через використання еолійського діалекту твори Алкея не ввійшли в коло шкільного читання і тому швидко загинули. Папірусні знахідки, однак, свідчать про те, що Алкея довго ще читали на околицях грецького світу.